# John Vermeulen
John Vermeulen (Amberes, 13 de mayo de 1941 - 23 de agosto de 2009) fue un escritor, editor deportivo, dramaturgo y guionista flamenco adscrito a los géneros de la ciencia ficción, novela policíaca, novela histórica, no ficción y literatura infantil conocido también por sus seudónimos Tessy Bénigne y John Linde.
Publicó su primer trabajo literario a la edad de 15 años que se tituló De vervloekte Planeet —en español: El planeta maldito—, una novela de ciencia ficción juvenil, mientras que su debut en el género del thriller fue con 1000 meter van Armageddon (1981). Sus libros fueron publicados por varias editoriales, incluyendo a D.A.P.-Reinaert, A. W. Bruna, De Dageraad, Standaard Uitgeverij, Het Spectrum y Kramat.

## Obras
Ciencia ficción
- De vervloekte planeet (1957).
- Onheil op venus (1964).
- De stad zonder naam (1967).
- Blinde planeet (1977).
- Sterrenstad onder zee (1978).
- De binaire joker (1979, traducido al francés como Le bouffon binaire, 1983).
- Contract met een supermens (1980).
- Ring van vuur (bajo el seudónimo John Linden, 1996).
- Ring van Eeuwigheid (2002).
- Satans oog (2005).
- Tweelingparadox (2007).
- Het IJzeren kasteel (1985).
- De IJszeilers (1985).
- De schaduw van Rimmenon (1987).

Thrillers
- 1000 meter van armageddon (1981).
- De oplichters (1982).
- Moordkinderen (1983).
- Scarabee (1983).
- Apeliefde (1984).
- Wraakgodin (1984).
- 77° Kelvin (1985).
- Loca! (1986).
- Solorace (1987).
- Hellepoel (1990).
- Beau crime (1998).
- Gif (1999).
- De gele dood (2001).
- De kat in het aquarium (2003).

### Novela criminal
- Geconditioneerde reflex, en: Pulp 4, (1972).
- Vraag het maar aan de postbode, en: Zwarte beertjes crime jaarboek (1982).
- Loca, en: Zwarte beertjes crime jaarboek 2 (1984).
- De vrouw van de Baas, en: Playboy, junio de 2002.
- Code 13, en: De beste misdaadverhalen van Vlaanderen (2002).
- Canon (en neerlandés: Carambole) en World's Finest Crime and Mystery 2002.
- Dodelijke paringsdans (2002).

### Novela histórica
- De Ekster op de Galg (novela sobre la vida y obra de Pieter Breughel) (1992, traducido al alemán como Die Elster auf dem Galgen, 1994 - en 2001 apareció en japonés).
- El jardín de las delicias  (De tuin der lusten traducción de Marta Arguilé Bernal para la novela sobre la vida y obra de Jeroen Bosch) (2001).
- Tussen god en de zee (novela sobre la vida y obra de Gerard Mercator) (2004).
- De rivier van de tijd (novela sobre la vida y obra de Nostradamus) (2006).
- Het genie in de rattenval (novela sobre la vida y obra de Leonardo da Vinci) (2009).

### No ficción
- Varensweeën (1983).
- Varensweeën 2 (1983).
- Zeilen (1984).
- Vissen (1984).
- Skiën (1985).
- Tuinieren (1985).
- TV kijken (1985).
- Wat zien ze toch in die snotneuzen? (1995).
- Koken en versieren (2002).
- De Erostoren (2006).

### Teatro
- Vraag het maar aan de postbode.
- Recept voor een moord.
- We komen op tv!.
- Pluche beertjes.
- De favoriete schoonzoon.
- De b.o.m.
- Schoktherapie.
- Valium.
- Een vrouw met behoeften.
- Van werken word je moe.
- Baron vol lunchpauze.
- Symfonie voor blokfluit en warme bakker.

### Literatura infantil (serieVlaamse Filmpjes)
- Stad in het oerwoud (1975).
- Watersleper (1979).
- Tijdsprong in de Toengoeska (1979).
- De Kracht diep in mij (1981).
- Loca (1982).
- Dodelijke glimzwammen (2000, VF 3032).
- De verdwijning van Atlantis (2001, VF 3051).
- Het internetmonstertje (John Flandersprijs, 2001 VF 3024).
- Cyber Voodoo (2001, VF 3071).
- De groene nachtmerrie (2003, VF 3122).
- Asja (2004, VF 3148).

### Cuento
- De absolute rem (en: Ganymedes 7, Tussen tijd en schaduw).
- Bedorven vlees (en: Ganymedes 3, Wellustig knallen de kampemoelies).
- Buren (en: Uitspattingen en andere vrolijke verhalen).
- Burgermannetje (en: Ganymedes 4).
- Dodelijk trio (en: Playboy, enero de 1988).
- Door een ongewapende bekende hand (en: ganymedes 6).
- De drankautomaat (en: rigel magazine, kersttranche).
- Geconditioneerde reflex (1972, en: pulp 4).
- De groene waanzin (1988, en: Penthouse 7).
- De hijger (en: crime jaarboek 1986).
- De kat die terug kwam (1987, en: sf terra 83).
- Loca (1984, en: zwarte beertjes crime jaarboek 2).
- Scenario voor een moord (en: playboy nr.8 1984).
- De voodoomachine (en: plot 1980).
- Voor herhaling vatbaar (1978, en: orbit 5).
- Vraag het maar aan de postbode (1982, en: zwarte beertjes crime jaarboek 1982).
- De vrouw van de baas (en: playboy, junio de 2002).

### Libros bajo el nombre Tessy Bénigne
- Met zachte hand (1985).
- Een tedere streling.